# Campionato europeo maschile di pallacanestro Under-18 1966
Il 2º Campionato europeo di pallacanestro maschile Under-18 (noto anche come FIBA Europe Under-18 Championship 1966) si è svolto in Italia, presso Porto San Giorgio, dal 23 al 28 agosto 1966.

## Squadre partecipanti
- Bulgaria
- Cecoslovacchia
- Finlandia
- Francia

- Italia
- Jugoslavia
- Spagna
- Unione Sovietica

## Primo turno
Le squadre sono divise in 2 gruppi da 4 squadre, con gironi all'italiana. Le prime due si qualificano per la fase successiva ad eliminazione diretta, mentre le ultime giocano per il 5-8 posto.

### Gruppo A
| Pos | Squadra          | G | V | P | PF  | PS  | DP  | Pt | Qualificazione              |
| --- | ---------------- | - | - | - | --- | --- | --- | -- | --------------------------- |
| 1   | Unione Sovietica | 3 | 3 | 0 | 220 | 169 | +51 | 6  | Qualificate alle semifinali |
| 2   | Cecoslovacchia   | 3 | 2 | 1 | 205 | 209 | −4  | 5  | Qualificate alle semifinali |
| 3   | Spagna           | 3 | 1 | 2 | 189 | 207 | −18 | 4  |                             |
| 4   | Bulgaria         | 3 | 0 | 3 | 180 | 209 | −29 | 3  |                             |

| Giorno    | Orario | Squadra 1        | Risultato | Squadra 2        |
| --------- | ------ | ---------------- | --------- | ---------------- |
| 23 agosto | 18:30  | Bulgaria         | 63 - 67   | Cecoslovacchia   |
| 23 agosto | 22:15  | Unione Sovietica | 66 - 55   | Spagna           |
| 24 agosto | 17:30  | Cecoslovacchia   | 56 - 75   | Unione Sovietica |
| 24 agosto | 22:15  | Spagna           | 71 - 82   | Cecoslovacchia   |
| 25 agosto | 22:00  | Unione Sovietica | 79 - 58   | Bulgaria         |
| 26 agosto | 20:00  | Spagna           | 63 - 59   | Bulgaria         |

### Gruppo B
| Pos | Squadra    | G | V | P | PF  | PS  | DP  | Pt | Qualificazione              |
| --- | ---------- | - | - | - | --- | --- | --- | -- | --------------------------- |
| 1   | Jugoslavia | 3 | 3 | 0 | 220 | 169 | +51 | 6  | Qualificate alle semifinali |
| 2   | Italia     | 3 | 2 | 1 | 205 | 209 | −4  | 5  | Qualificate alle semifinali |
| 3   | Finlandia  | 3 | 1 | 2 | 189 | 207 | −18 | 4  |                             |
| 4   | Francia    | 3 | 0 | 3 | 180 | 209 | −29 | 3  |                             |

| Giorno    | Orario | Squadra 1  | Risultato | Squadra 2  |
| --------- | ------ | ---------- | --------- | ---------- |
| 23 agosto | 15:30  | Italia     | 49 - 39   | Francia    |
| 23 agosto | 17:00  | Jugoslavia | 58 - 49   | Finlandia  |
| 24 agosto | 17:30  | Francia    | 51 - 69   | Finlandia  |
| 24 agosto | 21:15  | Jugoslavia | 51 - 44   | Italia     |
| 25 agosto | 19:00  | Francia    | 47 - 68   | Jugoslavia |
| 25 agosto | 22:00  | Finlandia  | 42 - 50   | Italia     |

## Fase a eliminazione diretta

### Tabellone 5º-8º posto
|  | Semifinali 5º/8º posto | Semifinali 5º/8º posto | Semifinali 5º/8º posto |        |          | Finale 5º/6º posto | Finale 5º/6º posto | Finale 5º/6º posto |  |
|  |                        |                        |                        |        |          |                    |                    |                    |  |
|  | Bulgaria               | Bulgaria               | 67                     |        |          |                    |                    |                    |  |
|  | Bulgaria               | Bulgaria               | 67                     |        |          |                    |                    |                    |  |
|  | Francia                | Francia                | 51                     |        |          |                    |                    |                    |  |
|  | Francia                | Francia                | 51                     |        | Bulgaria | Bulgaria           | 81                 |                    |  |
|  |                        |                        |                        |        | Bulgaria | Bulgaria           | 81                 |                    |  |
|  |                        |                        | Spagna                 | Spagna | 54       |                    |                    |                    |  |
|  | Finlandia              | Finlandia              | Spagna                 | Spagna | 54       | 52                 |                    |                    |  |
|  | Finlandia              | Finlandia              |                        |        |          | 52                 |                    |                    |  |
|  | Spagna                 | Spagna                 | 67                     |        |          | Finale 7º/8º posto | Finale 7º/8º posto | Finale 7º/8º posto |  |
|  | Spagna                 | Spagna                 | 67                     |        |          |                    |                    |                    |  |
|  |                        |                        |                        |        |          |                    |                    |                    |  |
|  |                        |                        |                        |        |          | Francia            | Francia            | 67                 |  |
|  |                        |                        |                        |        |          | Francia            | Francia            | 67                 |  |
|  |                        |                        |                        |        |          | Finlandia          | Finlandia          | 58'                |  |

#### Semifinali 5º-8º posto
| Arbitri: | Viktor Kasatikov Livio Mazzaroli |

|                                |       |                             |
| Golomeev 34 Kristov 12 Kirov 8 | Punti | 21 Peter 8 Guillin 6 Guerin |

| Arbitri: | Costas Dimou Karel Klima |

|                              |       |                               |
| Karell 17 Ahola 16 Vainio 10 | Punti | 19 Rodríguez 13 Pons 12 Cifre |

#### Finali 5º-8º posto
| Arbitro: | Theodor Scgober |

|                              |       |                              |
| Boutin 23 Peter 14 Guerin 12 | Punti | 16 Laento 12 Karell 10 Ahola |

| Arbitri: | Taieb Louerchefani Karel Klima |

|                                        |       |                                          |
| Ramos 15 Sarra, Rodríguez 11 Loquero 6 | Punti | 32 Golomeev 19 Boyadiev 8 Kristov, Kirov |

### Tabellone 1º-4º posto
|  | Semifinali 1º/4º posto | Semifinali 1º/4º posto | Semifinali 1º/4º posto |                  |            | Finale 1º/2º posto | Finale 1º/2º posto | Finale 1º/2º posto |  |
|  |                        |                        |                        |                  |            |                    |                    |                    |  |
|  | Jugoslavia             | Jugoslavia             | 66                     |                  |            |                    |                    |                    |  |
|  | Jugoslavia             | Jugoslavia             | 66                     |                  |            |                    |                    |                    |  |
|  | Cecoslovacchia         | Cecoslovacchia         | 37                     |                  |            |                    |                    |                    |  |
|  | Cecoslovacchia         | Cecoslovacchia         | 37                     |                  | Jugoslavia | Jugoslavia         | 50                 |                    |  |
|  |                        |                        |                        |                  | Jugoslavia | Jugoslavia         | 50                 |                    |  |
|  |                        |                        | Unione Sovietica       | Unione Sovietica | 71         |                    |                    |                    |  |
|  | Italia                 | Italia                 | Unione Sovietica       | Unione Sovietica | 71         | 44                 |                    |                    |  |
|  | Italia                 | Italia                 |                        |                  |            | 44                 |                    |                    |  |
|  | Unione Sovietica       | Unione Sovietica       | 53                     |                  |            | Finale 3º/4º posto | Finale 3º/4º posto | Finale 3º/4º posto |  |
|  | Unione Sovietica       | Unione Sovietica       | 53                     |                  |            |                    |                    |                    |  |
|  |                        |                        |                        |                  |            |                    |                    |                    |  |
|  |                        |                        |                        |                  |            | Cecoslovacchia     | Cecoslovacchia     | 42                 |  |
|  |                        |                        |                        |                  |            | Cecoslovacchia     | Cecoslovacchia     | 42                 |  |
|  |                        |                        |                        |                  |            | Italia             | Italia             | 47                 |  |

#### Semifinali 1º-4º posto
| Porto San Giorgio 27 agosto 1966, ore 21:45                              | Jugoslavia | 66 – 37 (33-20) referto             | Cecoslovacchia |  |
| Žorga 26 Ćosić 13 Simonović 11 Punti 9 Douša 7 Bilik, ummel 6 Kapisinski |            |                                     |                |  |
|                                                                          |            |                                     |                |  |
| Žorga 26 Ćosić 13 Simonović 11                                           | Punti      | 9 Douša 7 Bilik, ummel 6 Kapisinski |                |  |

| Porto San Giorgio 27 agosto 1966, ore 23:15                              | Unione Sovietica | 53 – 44 (34-30) referto           | Italia |  |
| Novikov 18 Kavikine 11 Bološev 8 Punti 11 R. Gergati 9 Iellini 8 Zanatta |                  |                                   |        |  |
|                                                                          |                  |                                   |        |  |
| Novikov 18 Kavikine 11 Bološev 8                                         | Punti            | 11 R. Gergati 9 Iellini 8 Zanatta |        |  |

#### Finali 1º-4º posto
| Porto San Giorgio 28 agosto 1966, ore 21:30 Finale 3º-4º'          | Italia | 47 – 42 (28-26) referto   | Cecoslovacchia |  |
| R. Gergati 16 Iellini 14 Zanatta 4 Punti 14 Blažek 9 Douša 7 Babka |        |                           |                |  |
|                                                                    |        |                           |                |  |
| R. Gergati 16 Iellini 14 Zanatta 4                                 | Punti  | 14 Blažek 9 Douša 7 Babka |                |  |

| Porto San Giorgio 28 agosto 1966, ore 23:15 Finale 1º-2º'                         | Jugoslavia | 50 – 71 (24-34) referto               | Unione Sovietica |  |
| Ćosić 11 Simonović , Žorga 8 Šolman 7 Punti 18 Polivoda 16 Krutchkov 11 Kovalenko |            |                                       |                  |  |
|                                                                                   |            |                                       |                  |  |
| Ćosić 11 Simonović, Žorga 8 Šolman 7                                              | Punti      | 18 Polivoda 16 Krutchkov 11 Kovalenko |                  |  |

## Classifica finale
| Campione d'Europa | Campione d'Europa | Campione d'Europa |
| ----------------- | ----------------- | ----------------- |
| Unione Sovietica  |                   |                   |
| Argento           | Jugoslavia        |                   |
| Bronzo            | Italia            |                   |
| 4.                | Cecoslovacchia    |                   |
| 5.                | Bulgaria          |                   |
| 6.                | Spagna            |                   |
| 7.                | Francia           |                   |
| 8.                | Finlandia         |                   |

Formazione Campione
Unione Sovietica
- 4 Aleksandr Bološev
- 5 Nikolai Krutchkov
- 6 Vladimir Nikitine
- 7 Oleksei Avramov
- 8 Vitalij Zastuchov
- 9 Mikheil Korkia
- 10 Nikolai Kavikine
- 11 Anatoli Krikun
- 12 Vadim Novikov
- 13 Anatolij Polivoda
- 14 Anatoli Blik
- 15 Serhij Kovalenko

Formazione Secondo posto
Jugoslavia
- 4 Mihajlo Manović
- 5 Bogdan Tanjević
- 6 Sterija Andonovski
- 7 Kosta Grubor
- 8 Dragiša Vučinić
- 9 Ivica Valek
- 10 Dragan Kapičić
- 11 Ljubodrag Simonović
- 12 Damir Šolman
- 13 Aljoša Žorga
- 14 Željko Dokman
- 15 Krešimir Ćosić

Formazione Terzo posto
Italia
- 4 Pierangelo Gergati
- 5 Roberto Gergati
- 6 Dino Meneghin
- 7 Giulio Iellini
- 8 Marino Zanatta
- 9 Paolo Polzot
- 10 Renato Albonico
- 11 Giuseppe Galuccio
- 12 Giorgio Buzzavo
- 13 Romano Schergat
- 14 Claudio Cavalini
- 15 Federico Nizza

## Statistiche

### Migliori realizzatori
| Giocatore       | Punti totali | Partite | Media |
| --------------- | ------------ | ------- | ----- |
| Atanas Golomeev | 88           | 5       | 17,6  |
| Claude Peter    | 74           | 5       | 14,8  |
| Lars Karell     | 70           | 5       | 14,0  |
| René Guérin     | 66           | 5       | 13,2  |
| Zdeněk Douša    | 64           | 5       | 12,8  |
| Krešimir Ćosić  | 62           | 5       | 12,4  |
| Roland Ahola    | 57           | 5       | 11,4  |
| Pedro Cifré     | 42           | 4       | 10,5  |

Fonte: (EN) Player Leaders, in FIBA.

### Migliori squadre
| Squadra          | Punti totali | Partite | Media |
| ---------------- | ------------ | ------- | ----- |
| Unione Sovietica | 344          | 5       | 68,8  |
| Bulgaria         | 328          | 5       | 65,6  |
| Spagna           | 310          | 5       | 62,0  |
| Jugoslavia       | 293          | 5       | 58,6  |
| Cecoslovacchia   | 284          | 5       | 56,8  |
| Finlandia        | 270          | 5       | 54,0  |
| Francia          | 255          | 5       | 51,0  |
| Italia           | 234          | 5       | 46,8  |

Fonte: (EN) Team Leaders, in FIBA.